# Skorvskär, Korpo
Skorvskär är öar i Finland. De ligger i Skärgårdshavet och i kommunen Pargas i landskapet Egentliga Finland, i den sydvästra delen av landet. Öarna ligger omkring 63 kilometer sydväst om Åbo och omkring 190 kilometer väster om Helsingfors.
Arean för den av öarna koordinaterna pekar på är 1 hektar och dess största längd är 160 meter i sydöst-nordvästlig riktning. Närmaste större samhälle är Korpo, 15,9 km norr om Skorvskär.